# Cesson-Rennes MHB
El Cesson-Rennes Metropole HB es un equipo de balonmano de la localidad francesa de Cesson-Sévigné. Actualmente milita en la Primera División de la liga francesa de balonmano. Debutó en la temporada 2009/2010 en la máxima categoría del balonmano francés. En la temporada 2011/2012 cambió su nombre al actual, con anterior el club se llamaba Olympique Club Cesson.

## Plantilla 2024-25
|  | Porteros - 12 Milos Mocević - 16 Mate Šunjić Extremos derechos - 9 Théophile Caussé - 29 Youenn Cardinal Extremos izquierdos - 11 Xavier Labigang - 23 Junior Tuzolana Pívots - 17 Kristian Orsted - 22 Axel Oppedisano - 56 Romaric Guillo | Laterales izquierdos - 13 Romain Briffe - 14 Mathéo Briffe - 15 Robin Molinié Centrales - 19 Hakon Eken - 54 Ludwig Appolinaire Laterales derechos - 6 Mathieu Salou - 8 Daniel Mosindi |